# Fūrinkazan
Fūrinkazan (風林火山?), literalmente " Vânt, pădure, foc și munte ", este steagul de război folosit de Takeda Shingen, daimyo din perioada Sengoku. Textul de pe banner este un citat din capitolul 7 din "Arta războiului" de Sun Tzu :
„Mișcă-te la fel de iute ca vântul, fii tăcut precum codrul, atacă la fel de crunt ca focul, apărarea ta să fie la fel de nebiruită precum un munte.”

Fūrinkazan

Textul original chinezesc apare în două pasaje consecutive: 
Capitolul 7, pasajul 13 (故 其 疾如 風 其 徐如林)   „Iuțeala ta să fie cea a vântului, tăria ta să fie cea a pădurii”. 
Capitolul 7, trecerea 14 (侵掠如火 不動如山) : "În raiduri și jafuri, fii ca focul și neclintit ca un munte.”

## Cultura populară
- Această strategie este cea folosită de un personaj din manga Detectiv Conan pentru a pune în scenă crimele sale [1] .
- În manga Fuma no Kojiro de Masami Kurumada, Kojiro folosește sabia cerească numită Firtinkazan, care este o referire la acest precept al operei lui Sun Tzu, Arta războiului.
- În romanul Sword Art Online, breasla luptătorilor condusă de Klein se numește Fuurinkazan.
- „Fuh-rin-ka-zan” este o carte capcană din jocul de cărți Monștrii Duelului din manga Yu-Gi-Oh!.
- În manga Prințul tenisului, „fuh rin ka zan” este o tehnică a unui personaj pe nume Genichirō Sanada.
- În filmul Inazuma Eleven Go, Furinkazan Destroyer este o tehnică de șutare la poartă folosită de Kibayama Douzan.
- Personajul Ryu din Street Fighter are inscripționat pe centura lui neagră „Fûrikazan”.